# 13849 Данн
13849 Данн  (13849 Dunn) — астероїд головного поясу, відкритий 7 грудня 1999 року.
Тіссеранів параметр щодо Юпітера — 3,653.